# Hyboserica luridipennis
Hyboserica luridipennis är en skalbaggsart som beskrevs av Moser 1915. Hyboserica luridipennis ingår i släktet Hyboserica och familjen Melolonthidae. Inga underarter finns listade i Catalogue of Life.